# Le Speronare
Le Speronare est une œuvre d'Alexandre Dumas, écrivain français du XIXe siècle. Parue en 1842, divisée en vingt-six chapitres, elle ouvre la trilogie des Impressions de voyage dans le Royaume de Naples (où la Sicile est à l'honneur), qui se poursuit avec Le Capitaine Arena et Le Corricolo.

## Présentation[2]
En août 1835, Alexandre Dumas se trouve à Rome et décide de visiter le royaume des Deux-Siciles en compagnie de son ami, le peintre Louis Godefroy Jadin.
Il se rend d'abord à Naples, puis visite Capri et la « Grotte bleue », (re)découverte quelques années plus tôt par les peintres allemands August Kopisch et Ernst Fries. De la baie de Naples, il s'embarque pour la Sicile et atteint Messine.
Après Messine, Taormine, puis Catane, c'est l'ascension de l'Etna. Il descend ensuite à Syracuse avant de s'embarquer pour l'île de Pantelleria, puis retourne en Sicile et débarque à Girgenti (l'actuelle Agrigente), où il visitera surtout la « Vallée des Temples ».
De Girgenti, Dumas se dirige vers Palerme, avec comme guide un ancien brigand repenti qui le garantira du rançonnement des bandits qui pullulent dans l'île. Arrivé à Palerme, c'est pour lui un véritable enchantement : le paysage idyllique de la ville, la promenade du soir sur le corso (l'actuelle via Vittorio Emanuele où se situe notamment la cathédrale de Palerme), la procession de Sainte Rosalie…
Dumas raconte de nombreuses anecdotes et historiettes où il n'est question que de brigands sans foi ni loi, de voyageurs détroussés, de jeunes beautés cloîtrées ou de seigneurs sans scrupules. Les parenthèses historiques sont quant à elles plutôt rares, mais sérieusement documentées, comme la description des fameuses « Vêpres siciliennes », qui clôt son récit de voyage en Italie méridionale.